# Dathema

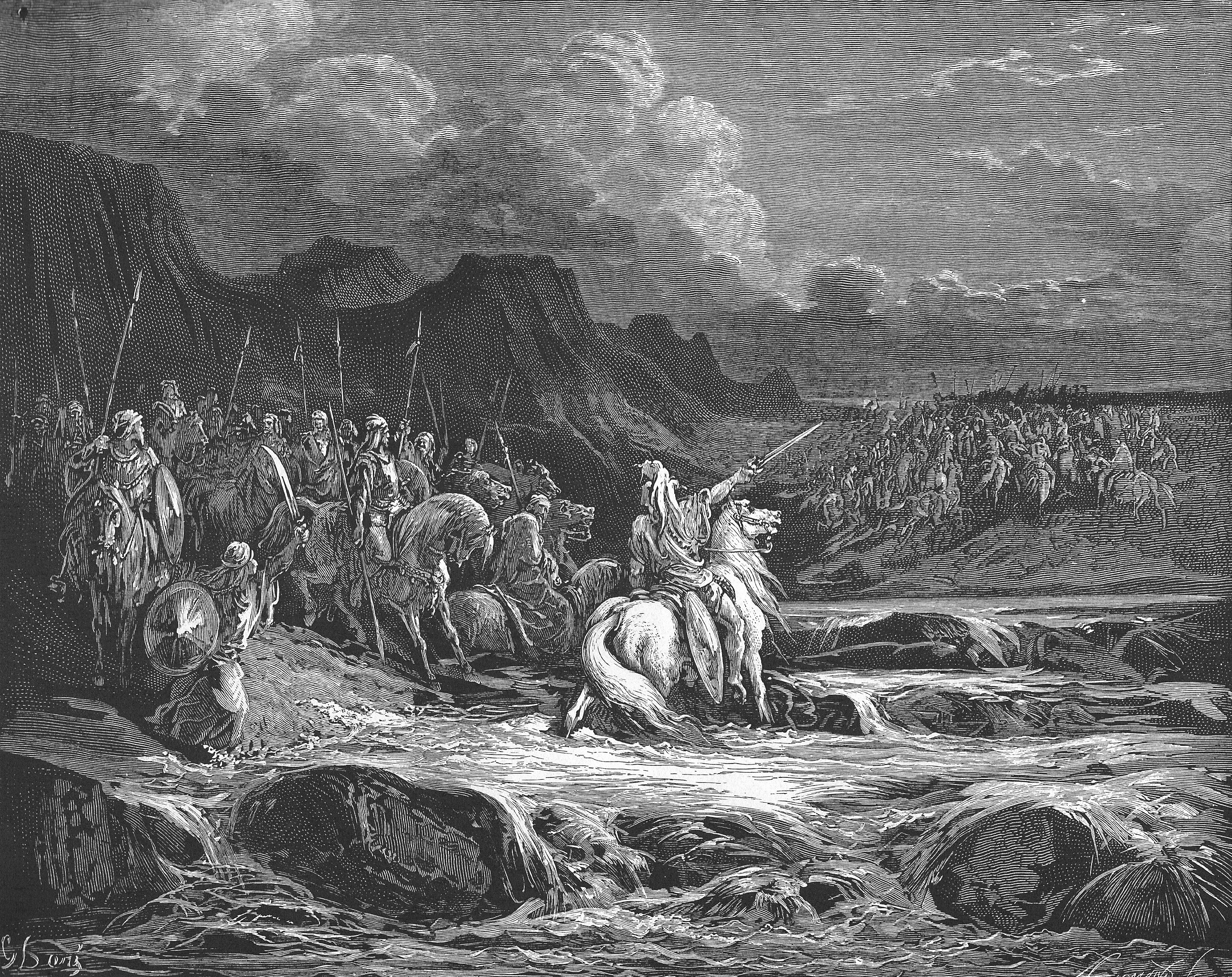
Judas Makkabäus verfolgt Timotheus, von Gustave Doré

Dathema oder Diathema (altgriechisch Δαθεμα) war der Name einer Festung in Gilead, in die sich die örtlichen Juden flüchteten, als sie während der Makkabäer-Feldzüge 163 v. Chr. im Feldzug gegen den seleukidischen General Timotheus bedrängt wurden. Dort schlossen sie sich ein, bereiteten sich auf eine Belagerung vor und schickten Judas Makkabäus um Hilfe (1 Makk 5,9-20 ). Dathema war der Beschreibung nach so stark befestigt gewesen, dass zahllose Leitern und andere Kriegsgeräte nötig war, um die Festung einzunehmen (1 Makk 5,30 ).
In der Peschitta heißt die Festung „Rametha“, woraus George Adam Smith schließt, dass es vielleicht Ramot-Gilead war. Andere Theorien vermuten den Ort beim modernen Dameh an der Südgrenze des Distrikts Ledja. 